# De Hopbel (hockeyvereniging)
SMHC De Hopbel is een Nederlandse hockeyclub uit Schijndel in Noord-Brabant.

## Geschiedenis
Op 20 maart 1933 werd de Rooms-Katholieke Hockeyclub "De Hopbel" opgericht voor louter mannen. In 1939 richtten de vrouwen ook een hockeyclub op R.K. Dames "Rood-Wit". Een jaar later gingen de dames en de heren samen verder en ontstond de R.K. Mixed Hockey "De Hopbel". De Hopbel is een plant die de aroma aan het bier geeft en was oorspronkelijk een scheldnaam voor mensen afkomstig uit Schijndel.
Sinds 1998 speelt de club op haar huidige accommodatie Sportpark Rooiseheide.

## (Oud-)internationals van S.M.H.C. de Hopbel
- Marloes Keetels